# Mike, Lu & Og
Mike, Lu & Og è una serie televisiva animata statunitense del 1999, creata da Mikhail Shindel, Mikhail Aldashin, and Charles Swenson.
La serie segue una studentessa straniera di Manhattan di nome Mike, un'auto-nominata principessa dell'isola di nome Lu e un ragazzo-genio di nome Og. Il trio prende parte a varie avventure mentre Mike e i nativi dell'isola condividono le loro usanze.
La serie è stata trasmessa per la prima volta negli Stati Uniti su Cartoon Network dal 12 novembre 1999 al 27 maggio 2001, per un totale di 26 episodi (e 52 segmenti) ripartiti su due stagioni. In Italia la serie è stata trasmessa su Cartoon Network da settembre 2000 al 29 maggio 2002.

## Trama
Mike è una studentessa di Manhattan che, a causa di uno scambio culturale, finisce a vivere in un'assolata isola popolata da eccentrici primitivi. Tra questi ci sono Lu, Og e la loro tartaruga Lancillotto. La stravaganza di Og, l'egoismo di Lu e la mentalità da grande città di Mike sono qualità che permettono a questi ragazzi di formare una squadra formidabile.

## Episodi
| Stagione         | Episodi | Prima TV USA | Prima TV Italia |
| ---------------- | ------- | ------------ | --------------- |
| Prima stagione   | 13      | 1999-2000    | 2000            |
| Seconda stagione | 13      | 2001         | 2002            |

## Personaggi e doppiatori

### Personaggi principali
- Michelanne "Mike" Mazinsky (stagioni 1-2), voce originale di Nika Futterman, italiana di Valentina Mari.
- Lulu "Lu" Bellissimo (stagioni 1-2), voce originale di Nancy Cartwright, italiana di Federica De Bortoli.
- Og (stagioni 1-2), voce originale di Dee Bradley Baker, italiana di Luigi Ferraro.

### Personaggi ricorrenti
- Wendell (stagioni 1-2), voce originale di S. Scott Bullock, italiana di Roberto Draghetti.
- Alfred (stagioni 1-2), voce originale di Martin Rayner, italiana di Ambrogio Colombo.
- Margery (stagioni 1-2), voce originale di Kath Soucie, italiana di Alessandra Korompay.
- Old Queeks (stagioni 1-2), voce originale di Corey Burton, italiana di Giorgio Lopez.
- Capitano (stagioni 1-2), voce originale di Brian George, italiana di Paolo Marchese.
- Primo ufficiale (stagioni 1-2), voce originale di Martin Rayner.
- Nostromo (stagioni 1-2), voce originale di Corey Burton.
- Hermione (stagioni 1-2), voce originale di Alison Larkin, italiana di Domitilla D'Amico.
- Haggis e Baggis (stagioni 1-2), voci originale di Brian George e S. Scott Bullock.

### Personaggi secondari
- Pig (stagioni 1-2), voce originale di Kath Soucie, italiana di Silvia Pepitoni.
- Goat (stagioni 1-2), voce originale di Dee Bradley Baker, italiana di Massimo Corvo.
- Spiney (stagioni 1-2), voce originale di Martin Rayner, italiana di Danilo De Girolamo

## Produzione
Mike, Lu & Og è stato ideato e trasmesso originariamente come corto animato per il World Premiere Toons di Cartoon Network, il 6 novembre 1998. Nel gennaio 1999, Cartoon Network ha annunciato che sarebbero state presentate tre nuove serie originali in anteprima sulla rete: Leone il cane fifone, Io sono Donato Fidato e Mike, Lu & Og. In seguito è stato rivelato che la serie sarebbe stata trasmessa da novembre dello stesso anno per una prima stagione composta da 13 episodi. Animation World Magazine ha annunciato che la serie, prodotta simultaneamente al Pilot di Mosca e al Kinofilm di Los Angeles sarebbe iniziata dal 12 novembre 1999.
Nel maggio 2002 è stato siglato un accordo tra Cartoon Network e Majesco Entertainment per un videogioco con i personaggi della serie per la console portatile Nintendo Game Boy Advance.